# فاین‌پیکس اس۹۵۰۰
فاین‌پیکس اس۹۵۰۰ (به انگلیسی: FinePix S9500) یک دوربین عکاسی ساخت شرکت فوجی‌فیلم است.